# Bess, the Outcast
Bess, the Outcast è un cortometraggio muto del 1914 scritto, diretto e interpretato da Harry A. Pollard. Prodotto dalla American Film Manufacturing Company, aveva come altri interpreti Margarita Fischer, Nettie Beatrice, Adelaide Bronti, Joe Harris.

## Produzione
Il film fu prodotto dall'American Film Manufacturing Company (come Beauty)

## Distribuzione
Distribuito dalla Mutual, il film - un cortometraggio in una bobina - uscì nelle sale cinematografiche degli Stati Uniti il 28 gennaio 1914.